# Hans Vijlbrief
Johannes Alexander (Hans) Vijlbrief (Voorschoten, 17 augustus 1963) is een Nederlands politicus namens D66. Sinds 6 december 2023 is hij Tweede Kamerlid, een rol die hij van 31 maart 2021 tot 10 januari 2022 ook vervulde. Van 10 januari 2022 tot 2 juli 2024 was hij staatssecretaris Mijnbouw in het kabinet-Rutte IV. Daarvoor was hij van 29 januari 2020 tot 10 januari 2022 staatssecretaris van Financiën in het kabinet-Rutte III, waarbij hij fiscaliteit en de Belastingdienst in zijn portefeuille had.

## Jeugd en opleiding
Vijlbrief werd geboren op 17 augustus 1963 in Voorschoten, een Zuid-Hollands dorp in de buurt van Leiden. Zijn vader, Johan, was een verkoopmanager bij drankenfabrikant Riedel en richtte later een eigen bottelaar op.
Vijlbrief ging naar het Visser 't Hooft Lyceum in Leiden en ontving daar zijn atheneumdiploma in 1981. Daarna studeerde hij algemene economie aan de Vrije Universiteit Amsterdam, waar hij in 1987 afstudeerde. In 1992 promoveerde hij aan deze universiteit in de economie op het proefschrift Unemployment insurance and the Dutch labour market.

## Vroege loopbaan
Na zijn opleiding trad Vijlbrief in dienst bij de directie Algemene Economische Politiek van het ministerie van Economische Zaken. Hij werd plaatsvervangend directeur van die directie in 1997, nadat hij door minister Hans Wijers was benoemd. Daarnaast was hij vanaf het volgende jaar parttime directeur van het onderzoekscentrum voor financieel-economisch beleid van de Erasmus Universiteit Rotterdam.
In 1999 vertrok hij van het ministerie om onderdirecteur van het Centraal Planbureau (CPB) te worden. Vijlbrief heeft in een interview verteld dat hij later spijt kreeg van deze carrièrestap. Hij noemde het CPB "te rustig" en zei dat er een "gebrek aan druk" was. In 2000 verruilde hij zijn baan bij de Erasmus Universiteit voor een bijzonder hoogleraarschap aan de Vrije Universiteit Amsterdam met als specialisatie economische politiek.
Vijlbrief keerde in 2001 terug bij het ministerie van Economische Zaken, waar hij werkzaam was als directeur Algemene Economische Politiek. In juli 2004 werd hij door minister Laurens Jan Brinkhorst gepromoveerd tot directeur-generaal Economische Politiek. Tegelijkertijd was hij van 2009 tot 2010 voorzitter van de brede heroverwegingsgroep "Veiligheid en Terrorisme".
In februari 2010 werd Vijlbrief directeur-generaal Energie, Telecom en Markten. Zijn oude positie verdween vervolgens en de verantwoordelijkheden werden ondergebracht bij de secretaris-generaal (Algemene Economische Politiek en EU-aangelegenheden) en Vijlbriefs nieuwe baan (mededingings- en consumentenbeleid). Datzelfde jaar kwam er een eind aan zijn hoogleraarschap bij de Vrije Universiteit. Vijlbrief werd in die tijd ook politiek actief. Zo schreef hij mee aan het verkiezingsprogramma voor de Tweede Kamerverkiezingen van 2010 van D66, de partij waarvan hij in 2008 lid was geworden. Daarnaast leidde Vijlbrief de succesvolle campagne van Maria van der Hoeven om directeur van het Internationaal Energieagentschap te worden.

## Thesaurier-generaal en Eurogroepwerkgroep (2011-2020)
In 2011 maakte Vijlbrief de overstap naar het ministerie van Financiën, waar hij vanaf 1 juli thesaurier-generaal was. Hij was benoemd door de ministerraad, nadat zijn voorganger, Ronald Gerritse, voorzitter van de Autoriteit Financiële Markten was geworden. Bij Vijlbriefs nieuwe baan hoorde ook lidmaatschap van de Eurogroepwerkgroep, het voorportaal van de maandelijkse Eurogroepvergaderingen van de ministers van Financiën. Daarnaast was hij tussen 2012 en 2014 voorzitter van de Economic Policy Committee, een Europees adviesorgaan.
Als lid van de Eurogroepwerkgroep werkte Vijlbrief jarenlang nauw samen met Jeroen Dijsselbloem, in diens functie van minister van Financiën en voorzitter van de Eurogroep, aan de Griekse en Europese staatsschuldencrisis. Ook leidde hij de twee campagnes van Dijsselbloem om Eurogroepvoorzitter te worden. In maart 2014 werd Vijlbrief gekozen tot voorzitter van de raad van bestuur van de Europese Financiële Stabiliteitsfaciliteit (EFSF), het noodfonds van de eurozone om staatsschulden aan te pakken. Hij was al lid van de raad sinds 2011 en zat ook in de risicocommissie. Diezelfde maand werd hij lid van de bestuursraad van de Europese economische denktank Bruegel. Tijdens de Tweede Kamerverkiezingen van 2017 was hij medeauteur van het verkiezingsprogramma van D66.
Vijlbrief verliet het ministerie, de EFSF en Bruegel in 2018 om voorzitter van de Eurogroepwerkgroep (EWG) te worden. Zijn termijn begon op 1 februari en hij volgde de Amerikaans-Oostenrijkse Thomas Wieser op. De leden van de werkgroep hadden Vijlbrief in december verkozen, nadat hij steun van de Nederlandse regering had gekregen en zijn enige tegenstander zich had teruggetrokken. De Eurogroep keurde het besluit later goed. Vijlbrief werd tegelijkertijd voorzitter van het Economic and Financial Committee. Als voorzitter van de EWG poogde hij een Europees depositogarantiestelsel in te voeren. Daarnaast werd Vijlbrief in september 2018 bijzonder hoogleraar aan de Universiteit van Amsterdam met als specialisatie Europees economisch en financieel beleid. Toen zijn tweejarig termijn als voorzitter van de EWG bijna ten einde kwam, werd Vijlbrief herbenoemd voor nog twee jaar in december 2019.

## Staatssecretaris van Financiën (2020-2022)
Op 26 januari 2020 werd bekend dat Vijlbrief samen met Alexandra van Huffelen namens D66 tot staatssecretaris van Financiën benoemd zou worden, in een vacature ontstaan door het aftreden van Menno Snel in december 2019. Snel was afgetreden nadat duizenden ontvangers van kinderopvangtoeslag onterecht als fraudeurs waren aangemerkt en waren gedwongen het geld terug te betalen (toeslagenaffaire). Toen ouders om hun dossiers hadden gevraagd, ontvingen zij grotendeels zwartgemaakte pagina's. Enkele weken voordat de opvolgers waren gevonden had minister van Financiën Wopke Hoekstra besloten om toeslagen en de Douane af te splitsen van de Belastingdienst.
Vijlbrief werd op 29 januari door koning Willem-Alexander beëdigd tot "staatssecretaris van Financiën - Fiscaliteit en Belastingdienst" in paleis Huis ten Bosch. Zijn collega, Van Huffelen, gaf leiding aan toeslagen en de Douane. Vijlbrief werd verantwoordelijk voor fiscaliteit; de Belastingdienst (inclusief de FIOD); financiële verhoudingen tussen het Rijk en de decentrale overheden; exportkredietverzekeringen en -faciliteiten; Holland Casino en de Nederlandse Loterij; muntwezen; en Domeinen Roerende Zaken. Daarnaast is het zijn taak om de plannen voor een vlieg- en CO2-belasting uit te werken. Vijlbrief nam gelijktijdig met zijn aantreden ontslag van zijn posities bij de Eurogroep en de Universiteit van Amsterdam. Kort voor zijn beëdiging verklaarde hij dat hij van plan was "de Belastingdienst weer saai te maken".

### Belastingheffing
Vijlbrief kondigde één week na zijn benoeming aan dat de Belastingdienst samen zou gaan werken met brancheorganisaties binnen de zorg en de bouw om schijnzelfstandigheid aan te pakken. Daarnaast zei hij dat er in de toekomst ook met organisaties binnen andere sectoren zou worden gewerkt. In april 2020 keurde de Tweede Kamer Vijlbriefs luchtvaartbelasting op alle vliegtickets goed.
In juni maakte hij bekend dat hij de plannen van zijn voorganger om de vermogensrendementsheffing te hervormen niet zou doorzetten, omdat hij ze juridisch onhoudbaar vond. Onder de plannen zouden spaargeld en beleggingen belast worden op basis van hun respectievelijke rendementen, waardoor de belasting op spaargeld lager zou worden en die op beleggingen zou stijgen. Een jaar later, na afloop van een onderzoek, adviseerde Vijlbrief aan het volgende kabinet om de vermogensrendementsheffing aan te passen zodat belast zou worden op basis van werkelijk rendement.
In mei 2020 kondigde de Belastingdienst aan dat het een nieuwe belasting op dividend wilde introduceren in 2024 om belastingontwijking te dwarsbomen. Na het ontslag van het kabinet in 2021 stelde Vijlbrief voor een gedragscode in te voeren om belastingontwijking door multinationals tegen te gaan. Ook gaf hij aan de ambitieuzere agenda van de Europese Commissie op dat gebied en een deal van de Groep van Zeven om een minimum belastingtarief voor bedrijven in te stellen te verwelkomen.

### Toeslagenaffaire
Eind februari 2020 meldden Trouw en RTL Nieuws dat de Belastingdienst gebruik had gemaakt van een zwarte lijst met de namen van 180.000 mogelijke fraudeurs, de Fraude Signaleringsvoorziening. Een jaar eerder werd in een intern rapport geconcludeerd dat de lijst de privacywetgeving overtrad. Nadat journalisten het rapport in handen hadden gekregen, werd de stekker uit de lijst getrokken – enkele dagen voor het verschijnen van de nieuwsartikelen. Vijlbrief lichtte de Tweede Kamer per brief in over de zwarte lijst twee dagen na de onthullingen. Daarnaast vertelde hij aan de Tweede Kamer dat een passage over de zwarte lijst in een eerder opgevraagd document onwettig zwart was gemaakt door ambtenaren om de lijst te verhullen. Vijlbriefs voorganger had het bestaan van een zwarte lijst het voorgaande jaar meermaals ontkend. Vijlbrief noemde de lijst een onaangename verrassing en noemde de problemen van de Belastingdienst "enorm". In de weken rondom de onthulling moest Vijlbrief ook een aantal andere problemen bij de dienst aan de Kamer melden: onterechte aanmaningskosten waren niet terugbetaald, er waren kleine fouten gemaakt bij het berekenen van twee belastingtarieven en de Belastingdienst had schulden laten verjaren.
Vijlbrief en Van Huffelen deden in mei 2020 aangifte van ambtsmisdrijven tegen de Belastingdienst die ze leiden als reactie op het toeslagenschandaal. Ze hadden aanwijzigingen dat ambtenaren zich schuldig hadden gemaakt aan knevelarij en discriminatie op basis van ras. Daarnaast werden vier hoge ambtenaren verzocht zich terug te trekken. Later kondigde het Openbaar Ministerie aan geen strafrechtelijk onderzoek te zullen doen. Toen Trouw en RTL Nieuws in juli schreven dat ook bij de inkomstenbelasting burgers onterecht als fraudeurs waren aangemerkt op basis van vermoedens, legden Vijlbrief en Van Huffelen registratiesystemen voor fraude stil.
Eind 2021 concludeerde een onderzoek dat op de zwarte lijst van de Belastingdienst mensen stonden die geen fraude hadden gepleegd en dat tussen de 5.000 en 15.000 van hen daardoor mogelijk onterecht geen schuldsanering was verleend. Vijlbrief meldde dat hij keek naar een compensatieregeling voor slachtoffers.

### Coronapandemie
Nadat de COVID-19-pandemie Nederland had bereikt, kondigde het kabinet op 12 maart 2020 aan dat bedrijven met financiële problemen belastinguitstel zouden krijgen zodra zij een verzoek indienden. De procedure hiervoor werd de daaropvolgende week versoepeld en ook werd de rente op belastingschuld naar bijna 0% verlaagd. Zo'n 240.000 bedrijven hadden  gebruikgemaakt van de regeling per augustus. Vijlbrief nam daarnaast nog een aantal maatregelen: hij en minister Sigrid Kaag maakten het gemakkelijker om een exportkredietverzekering te krijgen, hij creëerde een vangnet van €12 miljard om borg te staan voor kredietverzekeringen, hij maakte het mogelijk om verliezen eerder als aftrekpost te gebruiken voor de vennootschapsbelasting en hij stelde samen met minister Kajsa Ollongren €1,5 miljard beschikbaar om gemeentes en provincies te ondersteunen. Ook hielpen Vijlbrief en zijn collega Eric Wiebes bij de redding van scheepsbouwer Royal IHC.
Vijlbrief besloot in juni om bedrijven die geregistreerd waren in belastingparadijzen uit te sluiten van staatssteun gerelateerd aan de coronapandemie. Later stelde hij met het kabinet een extra maatregel ter waarde van €4 miljard, de Baangerelateerde Investeringskorting (BIK), om de economie te stimuleren: het zou voor bedrijven worden om in de volgende twee jaar een percentage van hun investeringen in mindering te brengen op hun afdracht loonheffing. In de Tweede Kamer bekritiseerden oppositiepartijen het plan, dat zij een cadeau voor het bedrijfsleven noemden. Uiteindelijk werd de maatregel teruggetrokken, nadat uit informeel overleg met de Europese Commissie was gebleken dat de maatregel waarschijnlijk als ongeoorloofde staatssteun bestempeld zou worden.

### Ontslag van kabinet en verkiezingen 2021
Bij de Tweede Kamerverkiezingen in maart werd hij als twaalfde D66-kandidaat verkozen met 947 voorkeurstemmen. Vanwege zijn positie als staatssecretaris, gaf D66 hem geen portefeuille en werd hij geen vast lid van Kamercommissies. Vijlbrief deed afstand van zijn Kamerzetel toen hij op 10 januari 2022 staatssecretaris van Mijnbouw werd en tegelijkertijd eindigde zijn ambtstermijn als staatssecretaris van Financiën.

## Staatssecretaris Mijnbouw (2022-2024)
Op 10 januari 2022 werd Vijlbrief beëdigd als staatssecretaris van Mijnbouw als onderdeel van het nieuwe kabinet-Rutte IV. Hij werkt op het ministerie van Economische Zaken en Klimaat en houdt zich vooral bezig met de problematiek rond de aardbevingen in de provincie Groningen als gevolg van de gaswinning uit het Groningenveld. Zijn volledige portefeuille is Staatstoezicht op de Mijnen, mijnbouw, gaswinning Groningen en gevolgen (zowel schade-afhandeling als versterking), Instituut Mijnbouwschade Groningen, Nationaal Coördinator Groningen en mededingingsbeleid. Vijlbrief besloot maandelijks enkele dagen vanuit Groningen te werken om beter in verbinding te staan met de Groningers.

### Gaswinningsproblematiek in Groningen
Het voorgaande kabinet had beloofd dat de gaswinning in Groningen zo snel mogelijk zou eindigen. Toch had minister van Economische Zaken en Klimaat Stef Blok in de week voor Vijlbriefs installatie aangekondigd dat de verwachte gasproductie in 2021/22 uit het Groningenveld zou worden bijgesteld van 3,9 miljard m³ naar 7,6 miljard m³ vanwege een vertraging in de bouw van een stikstoffabriek, die nodig is om meer gas te importeren, en vanwege hogere contractuele leveringen aan Duitsland. Daarnaast werd op Vijlbriefs eerste werkdag een subsidiefonds van €220 miljoen opengesteld om €10.000 te verstrekken aan inwoners van het aardbevingsgebied, maar dit geld was diezelfde dag op. Vijlbrief besloot enkele dagen later om een extra €250 miljoen uit te trekken voor het fonds. Ook vertelde hij op zijn eerste dag als staatssecretaris dat hij zou kijken of hij iets aan de verhogen van de gasproductie kon doen voorafgaand aan een deadline op 1 april. Uiteindelijk berichtte hij dat de verwachte gaswinning voor 2021/22 4,5 miljard m³ zou bedragen als gevolg van een milde winter en efficiënter gebruik van bestaande stikstoffabrieken.
Op hetzelfde moment leidde de Russische invasie van Oekraïne tot een stijging van de gasprijzen en tot beloftes van Europese landen om hun afhankelijkheid van Russisch gas te verminderen. Vijlbrief verduidelijkte dat het Groningse gasveld hiervoor niet aangewend zou worden behalve in extreme omstandigheden. Hij verwees naar een advies van het Staatstoezicht op de Mijnen dat extra gaswinning gevaarlijk zou zijn voor de inwoners van Groningen vanwege het aardbevingsrisico, maar negeerde een advies van de Mijnraad dat voorbereidingen voor extra gaswinning nodig waren om de leveringszekerheid van gas te waarborgen. Vijlbrief hield vol dat de gaswinning in oktober 2022 zou worden teruggebracht naar het minimum dat nodig is om de productie nog op te kunnen schalen en dat de gaswinning in 2023 of 2024 volledig gestaakt zou worden. Het kabinet besloot eind september definitief om 2,8 miljoen m³ aan gast te winnen in 2022/23, de minimale hoeveelheid. Europees Commissaris voor de Internet Markt Thierry Breton spoorde Nederland zonder succes aan om dat besluit te heroverwegen vanwege de aanhoudende gasproblemen op het continent.
Een parlementaire enquête naar de aardgaswinning publiceerde haar rapport in februari 2023 en concludeerde dat winsten boven de veiligheid van de inwoners van Groningen waren gesteld. Vijlbrief reageerde dat de Groningers altijd gelijk hadden gehad. Vijlbrief was zelf ook ondervraagd door de commissie, onder meer vanwege zijn eerder positie als directeur-generaal Energie, Telecom en Markten. Vijlbrief en premier Mark Rutte bezochten het Groningse Garmerwolde in mei 2023 om hun excuses aan te bieden als reactie op het rapport. Het kabinet kondigde aan €22 miljard uit te geven aan Groningen, waaronder €13,5 miljard aan nieuwe bestedingen, om schade te repareren, om gebouwen te versterken en om in de regio over een periode van dertig jaar te investeren – dat laatste om een ereschuld in te lossen. De provincie had €30 miljard in investeringen alleen geëist. De volgende maand kondigde het kabinet aan de gaswinning per 1 oktober 2023 na zestig jaar te stoppen. De gasputten zouden een jaar later ontmanteld worden om in de tussentijd bij een calamiteit nog gas te kunnen winnen.
Om huizen aardbevingsbestendig te maken begon onder hem in 2022 een operatie om alle gebouwen in de dorpen Garrelsweer, Zeerijp, Wirdum en Leermens systematisch te versterken. In juni 2022 kondigde hij juridische stappen aan tegen de NAM, omdat het bedrijf €190 miljoen voor de compensatie van aardbevingsschade niet had betaald. De overheid had in totaal €560 miljoen in rekening gebracht sinds 2022, maar de NAM had twijfels over de onderbouwing van een deel van dat bedrag.

## Tweede Kamerlid (2023-heden)

### Val kabinet-Rutte IV
Op 7 juli 2023 viel het kabinet-Rutte IV vanwege onenigheid over hervormingen van het asielstelsel en werd Vijlbrief demissionair minister. Kort daarna werd hij voorzitter van de commissie verantwoordelijk voor het schrijven van het D66-programma voor de verkiezingen in november 2023. Hoewel hij eerder had aangegeven na zijn termijn als staatssecretaris te zullen stoppen, besloot Vijlbrief zich opnieuw verkiesbaar te stellen. Sinds 6 december 2023 is Vijlbrief opnieuw Kamerlid. Zijn staatssecretariaat duurde tot 2 juli 2024, toen het nieuwe kabinet-Schoof aantrad.

### Kabinet Schoof
Momenteel is Vijlbrief namens D66 de voorzitter van de Tweede Kamercommissie Asiel en Migratie.

## Privéleven
Vijlbrief is getrouwd en heeft een zoon en een dochter. Hij ontmoette zijn vrouw, Manouche Hetzler, toen hij studeerde aan de Vrije Universiteit. Zijn zoon is ook politiek actief als gemeenteraadslid van D66 in Kaag en Braassem sinds de gemeenteraadsverkiezingen van 2022. Vijlbrief is aanhanger van de Rotterdamse voetbalclub Feyenoord.
Mpanzu Bamenga · Rob Jetten · Jan Paternotte · Wieke Paulusma · Anne-Marijke Podt · Ilana Rooderkerk · Joost Sneller · Hans Vijlbrief · Hanneke van der Werf
- Gemeinsame Normdatei: 172529964
- International Standard Name Identifier: 0000 0000 3285 9312
- Library of Congress Control Number: n93039160
- Nederlandse Thesaurus van Auteursnamen: 073531391
- Parlement.com: vl5nasxkt5f4
- Virtual International Authority File: 21349733